# Tour de Yorkshire
Il Tour de Yorkshire è una corsa a tappe maschile di ciclismo su strada che si svolge nella regione dello Yorkshire, nel Regno Unito, nel mese di maggio. È inserita nel calendario dell'UCI Europe Tour come evento di classe 2.1 ed è organizzata dagli stessi organizzatori del Tour de France, l'Amaury Sport Organisation, in collaborazione con il Welcome to Yorkshire, ente teso allo sviluppo del turismo della regione.

## Albo d'oro
| Anno | Vincitore                             | Secondo                               | Terzo                                 |
| ---- | ------------------------------------- | ------------------------------------- | ------------------------------------- |
| 2015 | Lars Petter Nordhaug                  | Samuel Sánchez                        | Thomas Voeckler                       |
| 2016 | Thomas Voeckler                       | Nicolas Roche                         | Anthony Turgis                        |
| 2017 | Serge Pauwels                         | Omar Fraile                           | Jonathan Hivert                       |
| 2018 | Greg Van Avermaet                     | Eduard Prades                         | Serge Pauwels                         |
| 2019 | Chris Lawless                         | Greg Van Avermaet                     | Eddie Dunbar                          |
| 2020 | annullata per la Pandemia di COVID-19 | annullata per la Pandemia di COVID-19 | annullata per la Pandemia di COVID-19 |
| 2021 | annullata per la Pandemia di COVID-19 | annullata per la Pandemia di COVID-19 | annullata per la Pandemia di COVID-19 |